# 薩格勒布火車頭足球俱樂部
薩格勒布火車頭足球俱樂部（NK Lokomotiva）是克羅地亞的足球俱樂部。目前參加克羅地亞足球甲級聯賽的賽事。中国男子国家队球员郝海东之郝润泽曾在该队踢球。

## 外部連結
- 官方网站 （克羅埃西亞文）
- Lokomotiva profile （页面存档备份，存于） at UEFA.com
- Lokomotiva profile （页面存档备份，存于） at Sportnet.hr （克羅埃西亞文）
- Lokomotiva profile （页面存档备份，存于） at Nogometni magazin （克羅埃西亞文）

1. ↑  . prvahnl.hr.   [6 July 2018]. （原始内容存档于2022-06-09）.